# NGC 1657
NGC 1657 (другие обозначения — UGC 3156, MCG 0-13-4, ZWG 394.5, PGC 15958) — спиральная галактика в созвездии Эридан.
Галактика низкой поверхностной яркости в инфракрасном диапазоне. Чаще всего такие галактики небольшого размера, однако NGC 1657 достаточно крупная. 
Этот объект входит в число перечисленных в оригинальной редакции «Нового общего каталога».